# Allactoneura akasakana
Allactoneura akasakana är en tvåvingeart som beskrevs av Mitsuhiro Sasakawa 2005. Allactoneura akasakana ingår i släktet Allactoneura och familjen svampmyggor. Inga underarter finns listade i Catalogue of Life.